# Exeter Central
Exeter Central – stacja kolejowa w Exeterze, w Anglii. Ma dwa perony i obsługuje ok. 2 244 104 pasażerów rocznie (dane za rok 2021/2022).